# Книга Премудрости Соломона
Кни́га Прему́дрости Соломо́на — книга, входящая в состав Ветхого Завета в православии и католицизме. В Русской православной церкви относится к неканоническим книгам (однако используется в ходе богослужений), в католицизме — второканоническим, в иудаизме и протестантизме — апокрифическим. Входит в число так называемых «Учительных книг» — в Септуагинте располагается после книги Иова, в Вульгате, в церковнославянской и в русской Библии — после Песни Песней.

## Краткая характеристика
Одна из так называемых Соломоновых книг; своё название получила оттого, что некоторые стихи в ней изложены как собственные слова царя Соломона, которому в древности приписывалась вся древнееврейская дидактическая поэзия, так же как царю Давиду — лирическая.
В греческой Септуагинте книга озаглавлена «Σοφία Σαλωμῶνος» («Премудрость Соломона»), в латинской Вульгате — «Liber Sapientiae» («Книга Мудрости»), в критическом издании Вульгаты — «Liber Sapientiae Salomonis» («Книга Мудрости Соломона»).
В славянской и русской Библии (Синодальный перевод) переведена с Септуагинты. Отрывки из неё читаются на паремиях на богослужениях в Православной церкви.
Книга Мудрости не знает или не упоминает о таком  важном в будущем событии как воскресение Иисуса Христа.

## Датировка и авторство
Книга была написана на древнегреческом, хотя и в стилистике древнееврейской поэзии. В книге автор нигде прямо не называется. Климент Александрийский, Тертуллиан, священномученик Киприан Антиохийский считали, что писателем книги был царь Соломон. В пользу этой версии говорят следующие стихи:

Ты избрал меня царем народа Твоего и судьёю сынов Твоих и дщерей;
Ты сказал, чтобы я построил храм на святой горе Твоей и алтарь в городе обитания Твоего, по подобию святой скинии, которую Ты предуготовил от начала.— Прем. 9:7-8
Однако впоследствии эта версия была отвергнута. В Кембриджском библейском комментарии к этой книге (1973 год) и Оксфордском словаре Христианской церкви (2005 год) отмечено, что, согласно большинству исследователей, книга была написана во II—I веках до н. э., по мнению преемников А. П. Лопухина — около 221—217 гг. до н. э.
Считается, что книга написана александрийским иудеем в Египте, вероятнее всего в Александрии.

## Текст

### Основная идея
В книге автор провозглашает величие израильского народа, которому он хочет доставить утешение в его страданиях на чужбине; вера в Единого Бога ставит евреев неизмеримо выше всех прочих народов, коснеющих во тьме и заблуждениях многобожия и идолопоклонства. Автор предупреждает врагов евреев, что Бог был всегда на стороне Своего народа и сурово наказывал его гонителей. Πремудрость понимается как Божественная эманация, источник всего добра, которая всё проникает, всё движет, являясь постоянной вдохновительницей пророков и мудрецов.

### Содержание девятнадцати глав
Прем. 1. Автор начинает свою книгу обращением к правителям и власть имущим, он призывает к справедливости, ибо Премудрость не войдёт в лукавую душу; только праведность бессмертна, неправда причиняет смерть.

Прем. 2. Далее, ввиду суетности и эфемерности земного существования, автор задаётся вопросом об общих требованиях морали. Неправедные люди думают, что так как жизнь коротка и смерть неизбежна, то надо по возможности больше предаваться чувственным наслаждениям; для этого они стараются накопить как можно больше материальных благ, и для достижения этой цели не останавливаются ни перед какой неправдой; со злобой и насмешкой они относятся к праведнику, в котором их совесть видит себе живой укор. Но эти нечестивцы ошибаются; они не знают, что Бог создал человека для бессмертия, что для Бога не существует смерти, которая завистью дьявола вошла в мир.

Прем. 3. Хотя праведные и наказываются в глазах людей, но надежда их полна бессмертия, и они будут облагодетельствованы, а презирающие мудрость — несчастны, труды их бесплодны, потомство их злое и проклятое.

Прем. 4. По мнению нечестивцев, счастье даётся также большим потомством и долголетием, но бездетность с добродетелью лучше, чем многочисленное потомство нечестивых; счастливейший возраст тот, когда человек познал мудрость.

Прем. 5. Как тень, пройдёт тщеславная жизнь нечестивца со всеми её материальными утехами, праведник же получит царство славы и венец красоты от руки Господа.

Прем. 6. Уверенный, таким образом, что только от Бога человек получает жизнь и силу, автор снова обращается к царям и судьям земли, призывает их научиться премудрости, ибо к ним, как сильным, строже отнесётся Господь. Найти премудрость очень легко, ибо она сама приходит к ищущим её и, отождествляя себя с царём Соломоном, автор, на основании личного опыта, рассказывает, что такое премудрость.

Прем. 7-8. Он взывал к ней, и она сошла к нему; он предпочёл её скипетрам и богатствам, благодаря ей он познал устройство мира и действие стихий, положение звёзд, смены времён, мысли людей, природу животных, различия растений; через неё он имеет славу в народе, через неё он достигнет бессмертия, и царь приводит молитву, с какой он обратился к Богу в молодые годы, прося послать ему с небес премудрость.

Прем. 9-10. Молитва (гл. 9) кончается размышлением о том, что люди прежних поколений имели своей руководительницей премудрость, и автор делает естественный переход ко второй части произведения, где приводится обзор древней истории и на примерах из неё доказывается могущество премудрости в судьбах народов. Она спасла Адама после его падения; отступивший от неё Каин погиб; она спасла от потопа землю, сохранив праведного Ноя; она спасла от бед и прочих патриархов.

Прем. 11. Автор в последний раз упоминает о премудрости, а дальнейшее изложение представляет уже его обращение к Богу. В своём религиозно-философском очерке истории автор подчеркивает заботливое отношение Бога к познавшему Его израильскому народу.

Прем. 12. Ханаанеяне были истреблены Богом за свои грехи; как милосердный Отец, Он не сразу их погубил, но мало-помалу наказывал, ожидая покаяния.

Прем. 13. Почему так беспощаден был Бог к египтянам и ханаанеянам? Вина их в том, что они не познали Бога. Тут автор подробно объясняет характер и происхождение язычества. Высшей формой язычества является поклонение силам природы; оно хотя и не извинительно, но меньше заслуживает порицания, чем грубое идолопоклонство. Жалки те, кто поклоняется камню, дереву и изображениям животных.

Прем. 14. Поклонение идолам безрассудно, оно появилось по человеческому непониманию и тщеславию. Отец, терзающийся скорбью о рано умершем сыне, делает его изображение, затем начинает почитать его как бога; утвердившийся обычай становится законом. Люди делают образ почитаемого царя, впоследствии поклоняются ему как богу. Усилению идолопоклонства способствовала деятельность художников: желая, может быть, угодить властителю, художник делает его образ покрасивее, и это было соблазном для людей. Не довольствуясь этим заблуждением, язычники стали приносить идолам жертвы, поклонение им обставляли разными тайнами, совершали в их честь пиршества; все это повело к жестокостям, насилиям, лжи, распутству и стало причиной всякого зла, от которого они должны погибнуть.

Прем. 15. Еврейский народ счастлив тем, что познал Создателя вселенной и людей и относится к идолам как к детской забаве.

Прем. 16. Бывали случаи, что и евреи забывали Бога; тогда Он посылал на них кары, и они вновь возвращались к Богу.

Прем. 17. Египтяне же за свои беззакония были сурово наказаны, они поклонялись безобразным животным и через подобных же животных карал их Господь.

Прем. 18-19. Указывается, что кары, понесённые египтянами, как раз соответствуют их преступлениям. За то, что они преследовали как беглецов тех, кого они незадолго до того сами поспешно выслали, Бог потопил их в море, ибо нет преступления худшего, чем жестокое обращение с чужестранцами; для евреев же природа изменилась в свойствах своих, из бурной пучины образовалась зелёная долина, и, таким образом, Господь во всём возвеличил и прославил народ Свой.
На этом очерк древней истории обрывается, но нельзя с положительностью утверждать, что это произведение является незаконченным, как думали некоторые исследователи.